# Aguilhão semântico
O aguilhão semântico é um termo utilizado na teoria do direito com o objetivo de desqualificar um ponto de vista. Desejo atacar certo ponto de vista, dou um nome com uma carga negativa a essa visão e começo discutindo a definição. O termo foi criado por um crítico desse argumento, Ronald Dworkin que se referiu ao "semantic sting".
Como funciona o aguilhão semântico na teoria do direito? Trata-se do argumento de que o direito é um fato social e, como tal, basta ser constatado empiricamente no cotidiano. Como é, em alguma medida, um fato constatável, pode-se dizer que há um relativo consenso em torno do uso que se faz da palavra direito. Basta olhar para a realidade e constatar o que é a prática jurídica, o que é o universo jurídico e, assim, entende-se de forma clara e imediata o que se quer dizer com a expressão direito. 
Nesse sentido, pode-se afirmar que, para muitos teóricos , quando juízes e advogados usam a palavra direito, querem dizer uma mesma coisa. Trata-se, portanto, de um consenso semântico ou linguístico. 
A expressão "aguilhão semântico" foi criada, como já foi enfatizado, por um crítico desse argumento, Ronald Dworkin. Aqueles que criticam os adeptos do ponto de vista do aguilhão semântico acreditam que advogados e juízes não concordam em torno do conceito direito, mas sim em torno de um paradigma bastante genérico que pode ser interpretado de inúmeras formas.  Isso se dá pelo fato desses teóricos não concordarem com a tese de que o direito é um mero fato social, mas sim um fenômeno indissociável da moral.  Essa conexão necessária entre direito e moral faz com que a validade das normas jurídicas só seja aceita a partir de uma análise valorativa. Como tal, o conceito de direito só pode ser controverso: como haver consenso entre diferentes acepções valorativas?  
Em realidade, falar em "aguilhão semântico" na teoria do direito nada mais é do que uma maneira de criticar a visão do direito enquanto fato social, típica dos teóricos filiados ao positivismo jurídico.

## Etimologia
Como a expressão foi criada por um crítico do argumento atribuído aos positivistas, é de se esperar que tenha alguma carga negativa em sua construção. A palavra aguilhão é sinônimo de “ferrão”. O adjetivo “semântico” faz referência à ideia de um consenso semântico. Provavelmente em uma alusão ao escorpião, que pode infligir dor a si mesmo, quando se parte de um tal pressuposto equivocado - de que existe um consenso -, a conclusão a que se chega é necessariamente ruim, já que parte de uma ideia imprecisa do direito.